# Hornkullstorps naturreservat
Hornkullstorps naturreservat är ett naturreservat i Filipstads kommun i Värmlands län.
203
Området är naturskyddat sedan 2023 och är 83 hektar stort. Reservatet ligger sydost om Filipstad och består av hällmarkstallskog, granskog, ett antal smärre myrar samt en tjärn.